# Blacus semisulcatus
Blacus semisulcatus är en stekelart som beskrevs av Van Achterberg 1988. Blacus semisulcatus ingår i släktet Blacus och familjen bracksteklar. Inga underarter finns listade.